# Marie Thérèse de Choiseul
Pour les articles homonymes, voir Choiseul.
Marie-Thérèse de Choiseul-Stainville, princesse de Monaco, née le 8 décembre 1766 à Paris, morte guillotinée pendant la Révolution française le 27 juillet 1794 à Paris, est une aristocrate française.

## Biographie
Fille de Jacques-Philippe de Choiseul, comte de Stainville (1727-1789) et de Thérèse de Clermont d'Amboise (1746-1789), elle est la nièce d'Étienne-François de Choiseul, principal ministre du roi Louis XV, 
Elle se marie en 1782 avec le fils du prince Honoré III de Monaco, Joseph de Monaco (1763-1816), avec qui elle a les princesses Honorine (1784-1879), épouse de René-Louis-Victor de La Tour du Pin, Athénaïs (1786-1860), épouse d'Auguste-Michel Le Tellier de Louvois, et Delphine (1788). 

### Arrestation et condamnation
Poursuivie comme conspiratrice, elle est arrêtée à Paris à la Révolution française, puis incarcérée à la prison Sainte-Pélagie avec sa famille et condamnée à mort. Elle prétendit être enceinte pour retarder l'heure fatidique dans l'espoir d'avoir du temps pour couper ses cheveux afin de les léguer à ses enfants. Elle fut de « la dernière charrette pour la guillotine ». Et elle est exécutée Place de la Nation le 9 thermidor an II (27 juillet 1794) à l'âge de 27 ans.